# ۱۰۹۱ (قمری)
۱۰۹۱ (قمری)، هزار و نود و یکمین سال در گاهشماری هجری قمری است. اول محرم این سال برابر با دوم فوریه سال ۱۶۸۰ میلادی است.